# Bouches-du-Rhône
Pour le vin, voir Bouches-du-rhône (IGP).
Pour les articles homonymes, voir Bouches et Rhône (homonymie).
Les Bouches-du-Rhône (/buʃ.dy.ʁon/) sont un département français situé en région Provence-Alpes-Côte d'Azur, sur la côte méditerranéenne. Ses habitants sont appelés les Bucco-Rhodaniens. L'Insee et La Poste lui attribuent le code 13. Sa préfecture est Marseille, qui est aussi le chef-lieu de la région Provence-Alpes-Côte d'Azur.
Avec 2 056 943 habitants (2021), le département des Bouches-du-Rhône est le troisième département le plus peuplé de France.

## Histoire
Les Bouches-du-Rhône sont créées à la Révolution française, le 4 mars 1790 en application de la loi du 22 décembre 1789, à partir d'une partie de la province de Provence et de quelques principautés (Orange, Martigues, Lambesc). Le chef-lieu du nouveau département est alors Aix, ville qui abritait précédemment le parlement de Provence.

Les Bouches-du-Rhône à leur création en 1790 et limites actuelles.
Carte des Bouches-du-Rhône (1790).
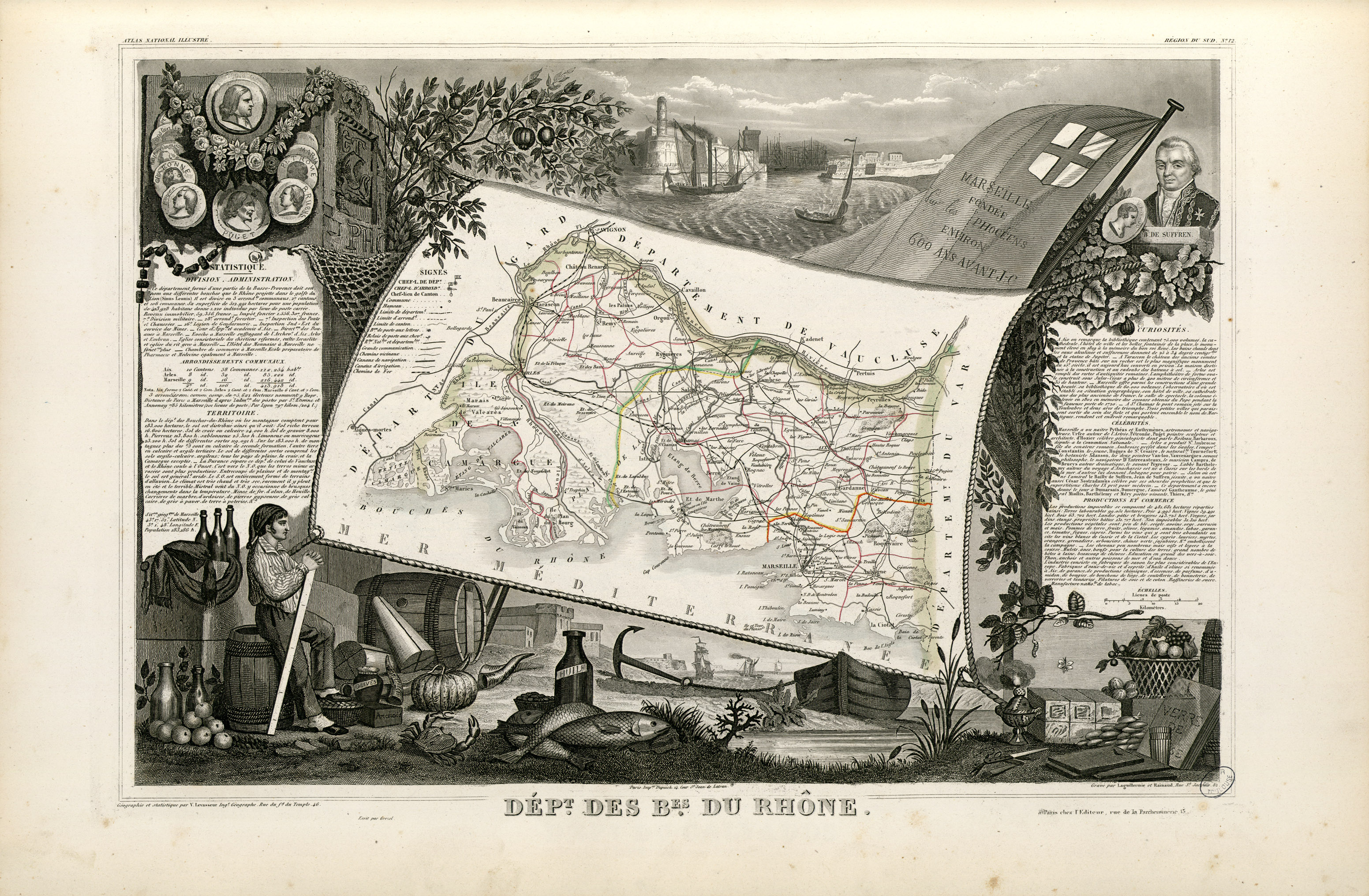
Le département des Bouches-du-Rhône en 1854.

En 1793, le département perd toute la partie de son territoire située au nord de la Durance lors de la création du département du Vaucluse, qui regroupe, en plus d'Avignon et du Comtat Venaissin, Orange et Apt.
Les Bouches-du-Rhône sont tout de suite très favorables à la Révolution et très actives : on compte 90 sociétés populaires dans le département fin 1794 et 50 % des prêtres y acceptent de prêter serment à la Constitution civile du clergé.
En 1800, le chef-lieu du département est déplacé d'Aix à Marseille.
Après la victoire des coalisés à la bataille de Waterloo (18 juin 1815), le département est occupé par les troupes autrichiennes de juin 1815 à novembre 1818.
Berceau de la Provence, Aix ayant été sa capitale et le lieu du Parlement de Provence et de l'installation des comtes de Provence, Marseille étant la ville la plus peuplée de Provence et le département ayant toujours été le cœur historique et culturel de cette région, les médias et le monde commercial ont tendance aujourd'hui à limiter la Provence à ce département[réf. nécessaire].

## Géographie
Les Bouches-du-Rhône font partie de la région Provence-Alpes-Côte d'Azur et sont frontalières des départements du Gard, de Vaucluse et du Var.
Le département est délimité par le Rhône à l'ouest et la Durance au nord. Le Rhône se divise en Grand-Rhône et Petit-Rhône en aval d'Arles, formant le delta du Rhône qui abrite la Camargue. Celle-ci est une des zones humides du département (on y trouve notamment l'étang de Vaccarès et les salines de Salin-de-Giraud), parmi lesquelles également l'étang de Berre et ses annexes les étangs de Vïne et de Bolmon, l'étang des Aulnes et le Grand Plan du Bourg dans la Crau et l'étang de Lavalduc entre Fos-sur-Mer et Istres.
|      | Vaucluse         |     |
| Gard | Bouches-du-Rhône | Var |
|      | Mer Méditerranée |     |

Les principaux massifs montagneux du département sont le massif de la Sainte-Baume (1 042 mètres), la montagne Sainte-Victoire (1 011 mètres), le massif de l'Étoile (779 mètres), le massif du Garlaban (731 mètres) et le massif des Alpilles (496 mètres).
Les Bouches-du-Rhône sont découpées en quatre zones sismiques :
- zone II (« sismicité moyenne ») : les cantons de Lambesc, Peyrolles-en-Provence et Salon-de-Provence ;
- zone Ib (« sismicité faible ») : les cantons d'Aix-en-Provence, Trets, Eyguières, Orgon, Berre-l'Étang, Istres-Nord et Istres-Sud ;
- zone Ia (« sismicité très faible ») : les autres cantons de l'arrondissement d'Aix-en-Provence, les cantons d'Arles-Est, Châteaurenard, Saint-Rémy-de-Provence, Marignane, Martigues-Est, Martigues-Ouest, Roquevaire ;
- zone 0 (« sismicité négligeable ») : le reste du département.

Paysages des Bouches-du-Rhône :
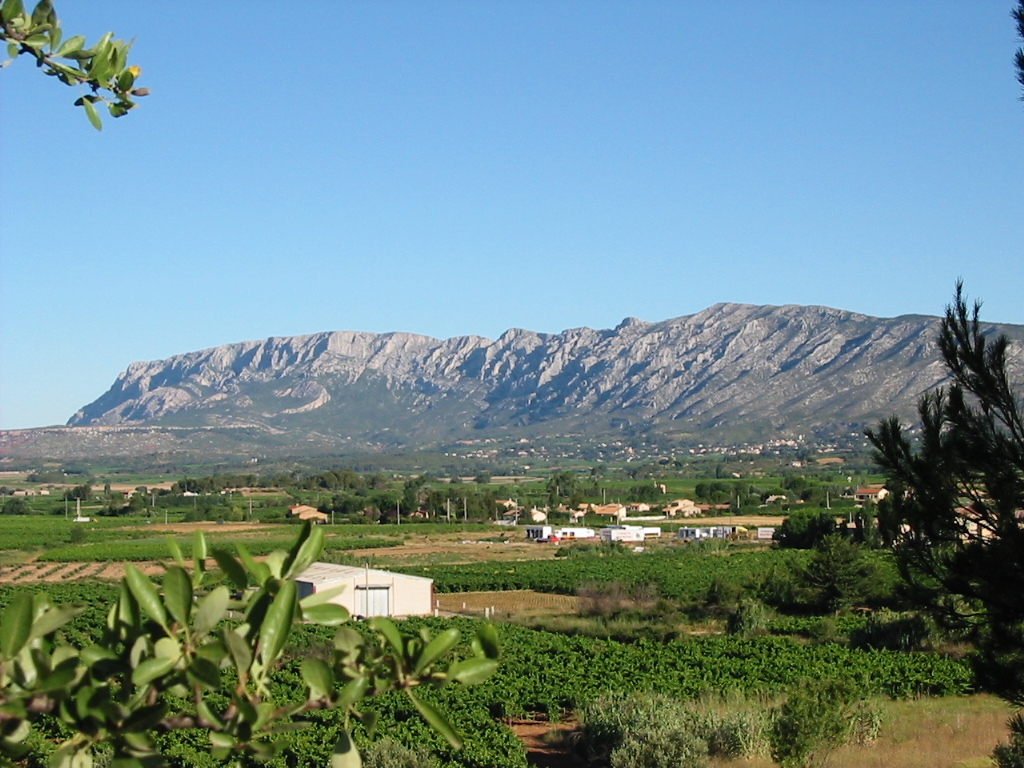
La montagne Sainte-Victoire, dans l'est.
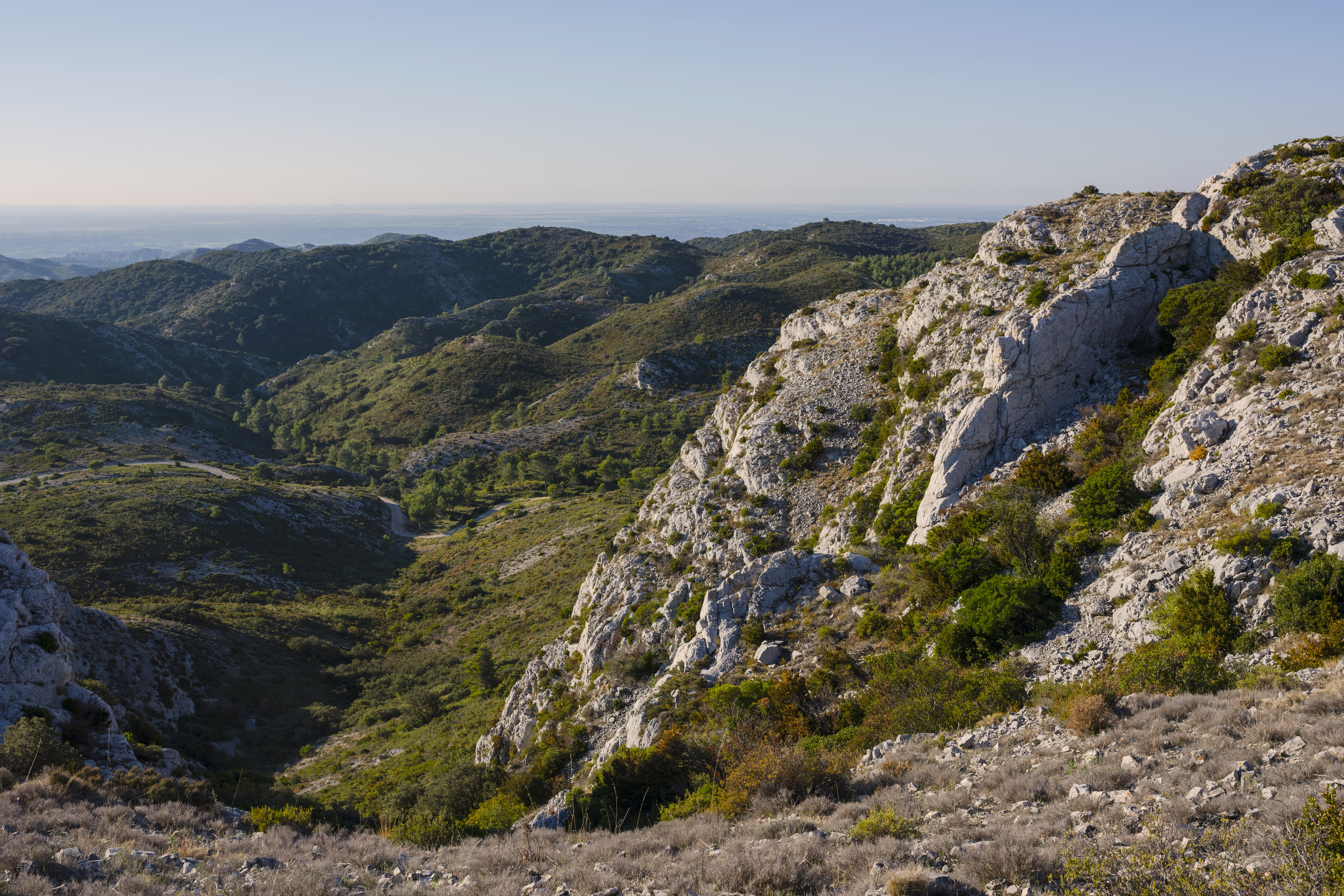
Saint-Rémy-de-Provence dans le parc naturel régional des Alpilles, dans le nord-ouest.
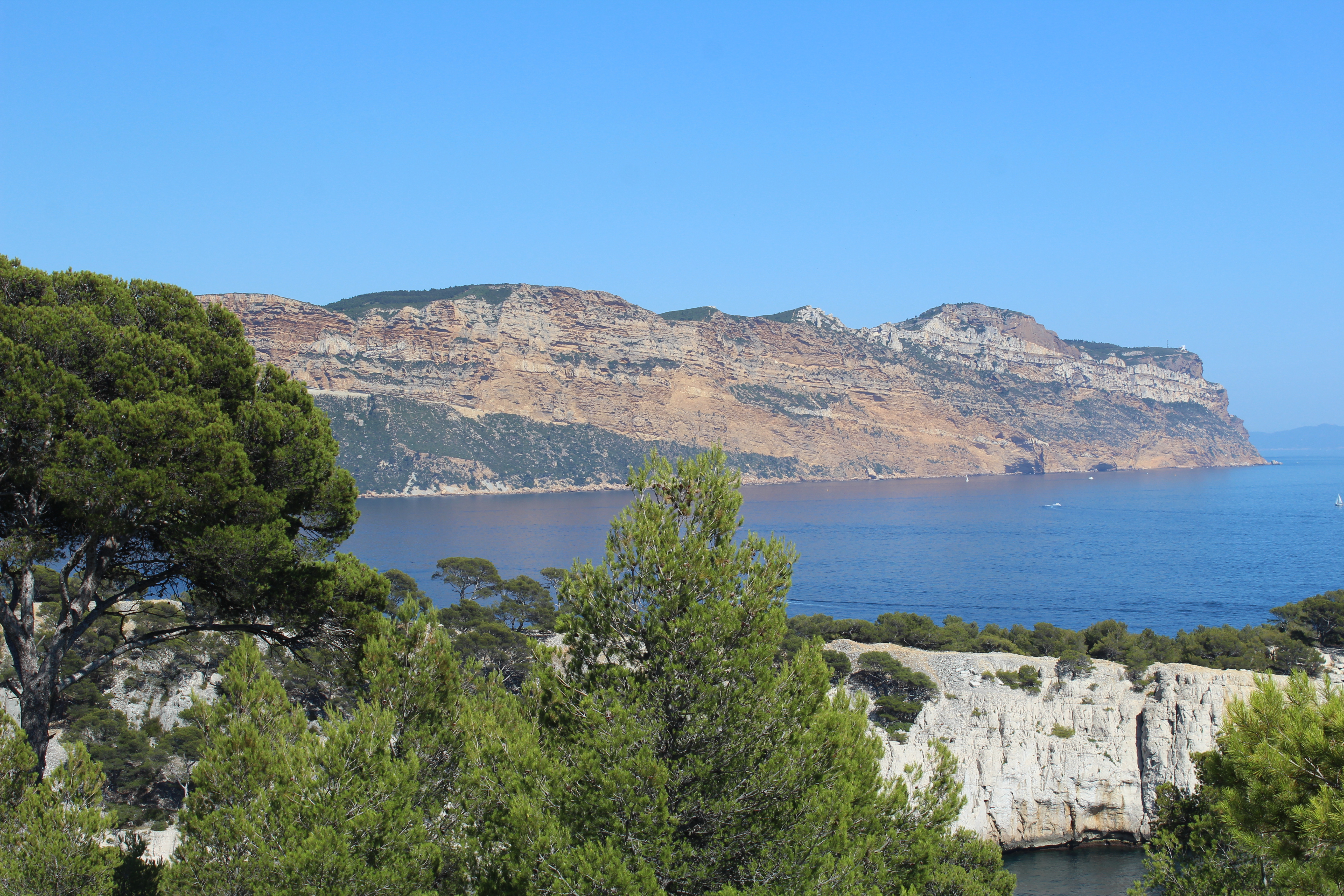
Le cap Canaille à Cassis, dans le sud-est.
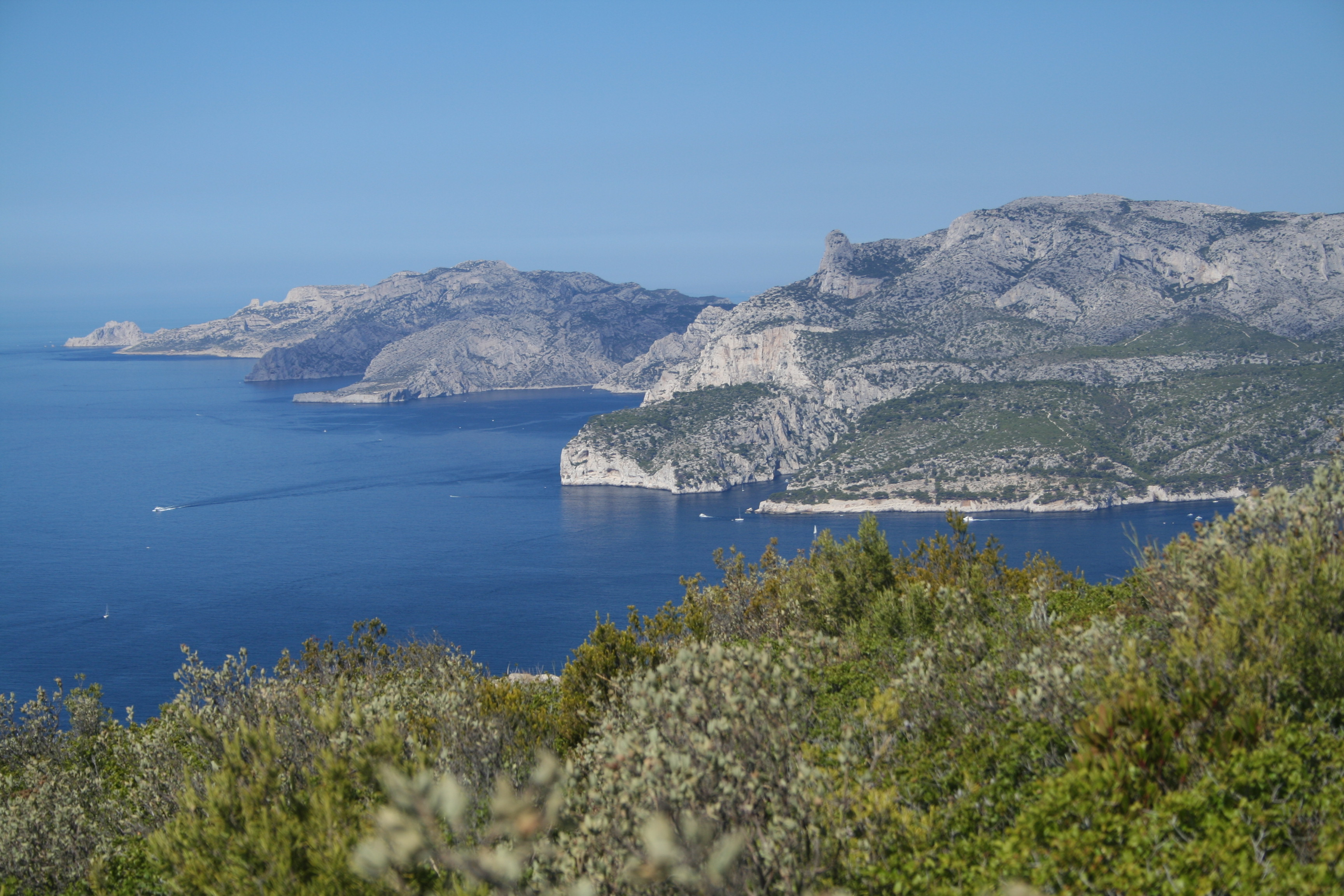
Paysage des calanques vers Cassis.
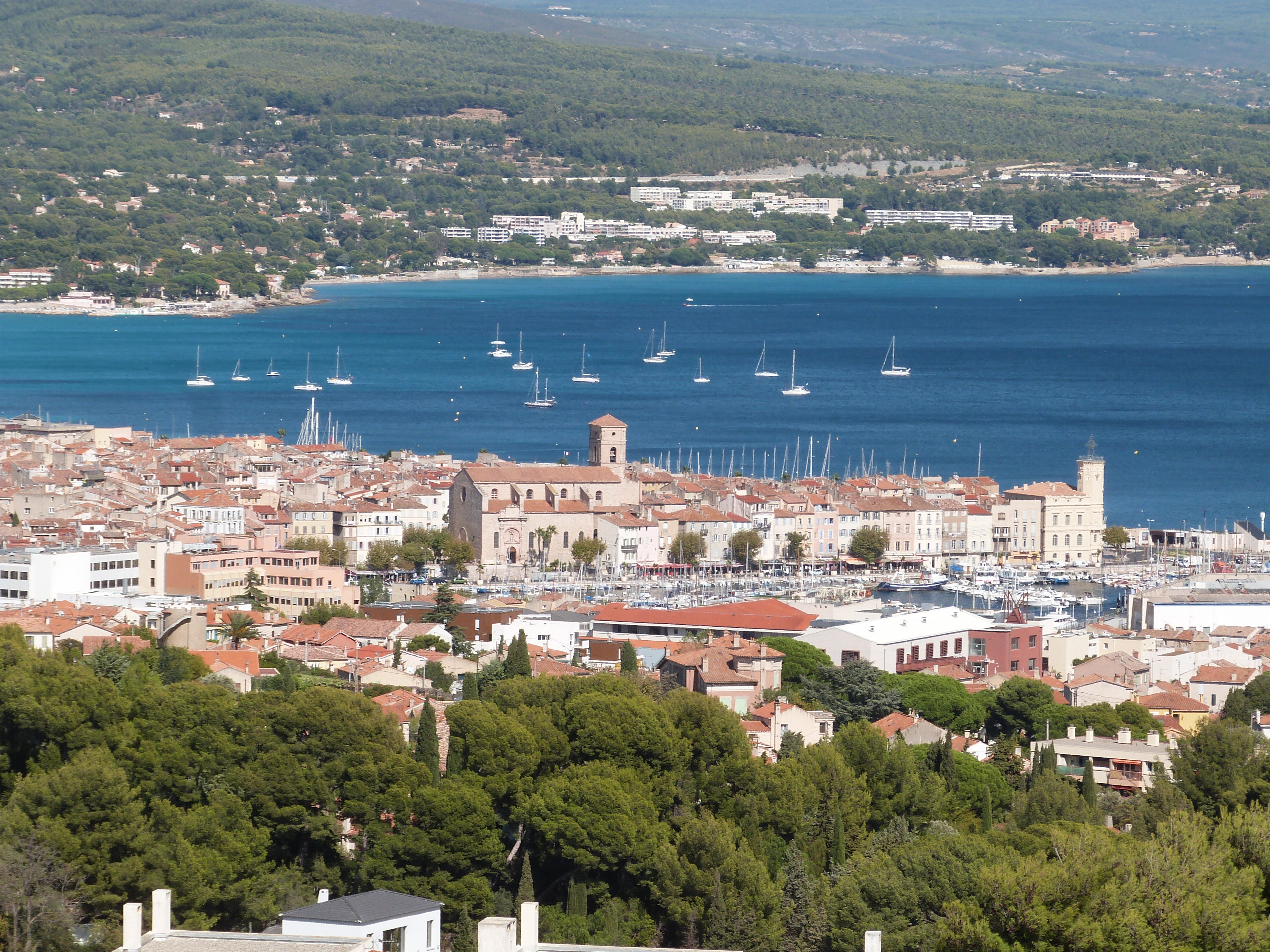
La Ciotat et sa baie.

### Climat
Le département des Bouches-du-Rhône est soumis à un climat méditerranéen dans son ensemble :
- des températures contrastées, avec une amplitude annuelle d'environ 15 °C ;
- des précipitations irrégulières : il y a moins de 65 jours de pluie supérieures à 1 mm par an et ces pluies tombent sous forme d'averses brutales, avec en moyenne 500 à 700 mm/an ;
- l'été est très chaud et sec, l'hiver est doux, il y a des pluies violentes au printemps et à l'automne ;
- des vents violents, notamment le mistral qui souffle près de 100 jours par an avec des pointes à plus de 100 km/h, et qui grâce à son action dégageant le ciel, fait des Bouches-du-Rhône le département le plus ensoleillé et le plus aride de France. Celui-ci peut souffler toute l'année mais connaît un pic en hiver et au début du printemps. L'ouest du département, plus proche du Rhône, est davantage concerné (Arles, Istres, Camargue, etc.) mais l'est du département, plus vallonné, bénéficie tout autant de ses effets mais sans toutefois subir des rafales aussi violentes, le massif du Luberon situé au nord et les différents reliefs de la Chaîne pyrénéo-provençale l'atténuant (pays d'Aix-en-Provence, Cassis et La Ciotat, Pays d'Aubagne et dans une moindre mesure Marseille).

On peut cependant distinguer plusieurs microclimats dans le département. Ainsi, si sur l'ensemble des côtes l'amplitude annuelle est moins forte et que la Côte Bleue, les calanques de Marseille et la baie de la Ciotat sont moins arrosées que le reste du département (environ 500 mm par an) – certaines zones étant même les plus arides de France avec seulement 450 mm – les reliefs au-dessus de 600 à 700 m bénéficient de précipitations plus importantes (700 à 800 mm/an) et de températures un peu moins élevées, notamment le massif de la Sainte-Baume et la partie septentrionale de la montagne Sainte-Victoire, ainsi que certaines vallées de ces secteurs. À l'intérieur des terres, une grande partie de la vallée de l'Arc subit de fortes amplitudes journalières, surtout en hiver, avec de fortes gelées la nuit.

### Faune et flore du département
La végétation est principalement constituée de garrigues, maquis, forêts clairsemées et pinèdes, très fragilisées par les incendies, en particulier en période de sécheresse et de mistral.

## Politique et administration

### Collectivités
En tant que département, les Bouches-du-Rhône sont une collectivité territoriale administrée par un conseil départemental composé de 58 sièges. Martine Vassal (LR) en est la présidente depuis 2018.
Le département compte 119 communes regroupées en quatre intercommunalités dont la métropole d'Aix-Marseille-Provence qui regroupe 93 communes, soit 93 % de la population du département.

Cantons des Bouches-du-Rhône depuis 2015.
Intercommunalités des Bouches-du-Rhône.
Les territoires de la métropole d'Aix-Marseille-Provence.

### Administration de l'État
L'État est représenté dans les Bouches-du-Rhône par un préfet (également préfet de la région Provence-Alpes-Côte d'Azur, préfet de la zone de défense et de sécurité Sud) ainsi que, depuis 2012, d'un préfet de police. Il s'agit, avec le préfet de police de Paris, du seul préfet de police de plein exercice en France.
Le département est également doté d'un préfet délégué pour l’égalité des chances.

### Contexte politique
Étant l'un des départements français les plus peuplés et les plus divers, les Bouches-du-Rhône ont constitué de longue date un lieu d'affrontements politiques particulièrement vifs.
Le développement du port de Marseille, par la relation entretenue entre la France et son Empire colonial, celui de l'industrie autour de l'exploitation du charbon des houillères de Provence, l'importante immigration, venue notamment d'Italie, dès la fin du XIXe siècle et plus encore durant la période de l’entre-deux-guerres, sont autant d'éléments qui ont conduit à l'émergence d'une classe ouvrière importante et combative. Dès la fin du XIXe siècle, le courant socialiste gagne en influence, comme en témoigne, en 1881, l'élection du premier député socialiste de France, Clovis Hugues.
En milieu rural et notamment dans le pays d'Aix, le maintien de relations sociales imprégnées des enjeux de la propriété foncière, ont plutôt favorisé l'influence des partis de droite, et notamment catholiques et monarchistes aux débuts de la Troisième République.
L’entre-deux-guerres et l'époque du Front populaire marquent le début de la prédominance de la gauche dans le département, d'abord avec la SFIO puis également le PCF à compter de 1936.
Après la Seconde Guerre mondiale, la droite marseillaise, liée à la pègre et ayant versé dans la Collaboration, est largement discréditée. La gauche domine très largement à la Libération et Marseille voit même l'élection, en 1945, d'un maire communiste, Jean Cristofol. À compter de 1947, la SFIO mène un jeu d'alliance avec la droite et le centre pour contrer les communistes, permettant notamment le début du règne de Gaston Defferre à la mairie de Marseille.
La position dominante des socialistes est toutefois progressivement remise en question avec la désindustrialisation et l'évolution sociologique, économique et politique du département. La conquête par la droite de la ville de Marseille en 1995 par Jean-Claude Gaudin en constitue un symbole alors que les bastions communistes de la Ciotat et Port-Saint-Louis-du-Rhône basculent à droite. Les années 1990 voient la progression du Front national, avec notamment sa victoire aux élections municipales de Vitrolles et Marignane.
En 2014, Marseille et Aix-en-Provence, les deux plus grandes villes du département, ainsi que Salon-de-Provence, Aubagne Tarascon et Châteaurenard sont dirigées par des maires UMP ou divers droite, le PS ou des divers gauche dirigent les villes d'Istres, Vitrolles et Port-Saint-Louis-du-Rhône et le PCF est toujours à la tête d'Arles, Gardanne et Martigues.
Signe du glissement progressif de l'électorat vers la droite et le centre, à l'issue des élections départementales de mars 2015, le conseil départemental bascule à droite pour la première fois de son histoire et élit comme présidente Martine Vassal à la tête de l'exécutif.
À l'issue des élections législatives de juin 2017, le département ne compte plus aucun député socialiste. Sur les 16 sièges de députés que comptent les Bouches-du-Rhône, LREM et le Modem en gagnent 9,LR en conservent 5, le PCF 1 et FI 1 avec l'élection de Jean-Luc Mélenchon dans la 4e circonscription (Marseille).
À la suite des élections municipales de 2020, alors que la ville de Marseille bascule à gauche, Allauch et Auriol basculent à droite, le PCF perd Arles et Gardanne au profit de la droite et du centre.

## Démographie

### Évolution démographique
La population des Bouches-du-Rhône est de 2 069 811 habitants en 2022, ce qui en fait le troisième département le plus peuplé, derrière le Nord et Paris et devant les Hauts-de-Seine. Plus de 80 % de la population est dans l'aire urbaine de Marseille et plus de 42 % dans la ville de Marseille même. Entre 1999 et 2006, le nombre d'habitants a augmenté de près de 102 000, soit + 0,8 % par an.
La densité des Bouches-du-Rhône est également très élevée, trois fois et demie supérieure à la moyenne nationale.
| 1791    | 1801    | 1806    | 1821    | 1826    | 1831    | 1836    | 1841    | 1846    |
| ------- | ------- | ------- | ------- | ------- | ------- | ------- | ------- | ------- |
| 466 045 | 285 012 | 292 903 | 313 614 | 326 302 | 359 473 | 362 325 | 375 003 | 413 918 |

| 1851    | 1856    | 1861    | 1866    | 1872    | 1876    | 1881    | 1886    | 1891    |
| ------- | ------- | ------- | ------- | ------- | ------- | ------- | ------- | ------- |
| 428 989 | 473 365 | 507 112 | 547 903 | 554 911 | 556 379 | 589 028 | 604 857 | 630 622 |

| 1896    | 1901    | 1906    | 1911    | 1921    | 1926    | 1931      | 1936      | 1946    |
| ------- | ------- | ------- | ------- | ------- | ------- | --------- | --------- | ------- |
| 673 820 | 734 347 | 765 918 | 805 755 | 841 996 | 929 549 | 1 101 672 | 1 224 802 | 971 935 |

| 1954      | 1962      | 1968      | 1975      | 1982      | 1990      | 1999      | 2006      | 2011      |
| --------- | --------- | --------- | --------- | --------- | --------- | --------- | --------- | --------- |
| 1 048 762 | 1 248 355 | 1 470 271 | 1 632 974 | 1 724 199 | 1 759 371 | 1 835 719 | 1 937 405 | 1 975 896 |

| 2016      | 2021      | 2022      | - | - | - | - | - | - |
| --------- | --------- | --------- | - | - | - | - | - | - |
| 2 019 717 | 2 056 943 | 2 069 811 | - | - | - | - | - | - |

La population est principalement urbaine. En 2016, 28 communes dépassaient les 10 000 habitants.

### Communes les plus peuplées
| Nom                       | Code Insee | Intercommunalité                   | Superficie (km2) | Population (dernière pop. légale) | Densité (hab./km2) | Modifier                                    |
| ------------------------- | ---------- | ---------------------------------- | ---------------- | --------------------------------- | ------------------ | ------------------------------------------- |
| Marseille                 | 13055      | Métropole d'Aix-Marseille-Provence | 240,62           | 877 215 (2022)                    | 3 646              | modifier les données · modifier les données |
| Aix-en-Provence           | 13001      | Métropole d'Aix-Marseille-Provence | 186,08           | 147 933 (2022)                    | 795                | modifier les données · modifier les données |
| Arles                     | 13004      | CA Arles-Crau-Camargue-Montagnette | 758,93           | 51 156 (2022)                     | 67                 | modifier les données · modifier les données |
| Martigues                 | 13056      | Métropole d'Aix-Marseille-Provence | 71,44            | 48 818 (2022)                     | 683                | modifier les données · modifier les données |
| Aubagne                   | 13005      | Métropole d'Aix-Marseille-Provence | 54,90            | 47 724 (2022)                     | 869                | modifier les données · modifier les données |
| Salon-de-Provence         | 13103      | Métropole d'Aix-Marseille-Provence | 70,30            | 44 553 (2022)                     | 634                | modifier les données · modifier les données |
| Istres                    | 13047      | Métropole d'Aix-Marseille-Provence | 113,73           | 44 044 (2022)                     | 387                | modifier les données · modifier les données |
| La Ciotat                 | 13028      | Métropole d'Aix-Marseille-Provence | 31,46            | 37 599 (2022)                     | 1 195              | modifier les données · modifier les données |
| Vitrolles                 | 13117      | Métropole d'Aix-Marseille-Provence | 36,58            | 36 612 (2022)                     | 1 001              | modifier les données · modifier les données |
| Marignane                 | 13054      | Métropole d'Aix-Marseille-Provence | 23,16            | 33 164 (2022)                     | 1 432              | modifier les données · modifier les données |
| Miramas                   | 13063      | Métropole d'Aix-Marseille-Provence | 25,74            | 25 891 (2022)                     | 1 006              | modifier les données · modifier les données |
| Les Pennes-Mirabeau       | 13071      | Métropole d'Aix-Marseille-Provence | 33,66            | 22 423 (2022)                     | 666                | modifier les données · modifier les données |
| Gardanne                  | 13041      | Métropole d'Aix-Marseille-Provence | 27,02            | 21 534 (2022)                     | 797                | modifier les données · modifier les données |
| Allauch                   | 13002      | Métropole d'Aix-Marseille-Provence | 50,30            | 21 404 (2022)                     | 426                | modifier les données · modifier les données |
| Châteauneuf-les-Martigues | 13026      | Métropole d'Aix-Marseille-Provence | 31,65            | 18 364 (2022)                     | 580                | modifier les données · modifier les données |

### Résidences secondaires
Selon le recensement de 2008, 3,5 % des logements disponibles dans le département étaient des résidences secondaires et occasionnelles.
Communes ayant plus de 10 % de résidences secondaires en 2012 :
| Ville                      | Population municipale | Nombre de logements | Résidences secondaires | % résidences secondaires |
| -------------------------- | --------------------- | ------------------- | ---------------------- | ------------------------ |
| Saintes-Maries-de-la-Mer   | 2 495                 | 2 848               | 1 307                  | 45,89 %                  |
| Les Baux-de-Provence       | 465                   | 295                 | 99                     | 33,60 %                  |
| Cassis                     | 7 560                 | 5 756               | 1 746                  | 30,34 %                  |
| Eygalières                 | 1 761                 | 1 259               | 379                    | 30,08 %                  |
| Maussane-les-Alpilles      | 2 242                 | 1 519               | 444                    | 29,21 %                  |
| Mallemort                  | 6 197                 | 3 723               | 1 067                  | 28,67 %                  |
| Carry-le-Rouet             | 6 197                 | 4 261               | 1113                   | 26,11 %                  |
| Paradou                    | 1 638                 | 991                 | 244                    | 24,62 %                  |
| Saint-Antonin-sur-Bayon    | 130                   | 82                  | 20                     | 24,26 %                  |
| Sausset-les-Pins           | 7 703                 | 5 133               | 1 228                  | 23,93 %                  |
| La Ciotat                  | 34 063                | 21 189              | 3 646                  | 17,21 %                  |
| Saint-Rémy-de-Provence     | 10 406                | 6 159               | 989                    | 16,06 %                  |
| Ensuès-la-Redonne          | 5 311                 | 2 589               | 384                    | 14,84 %                  |
| Mouriès                    | 3 484                 | 1 882               | 249                    | 13,23 %                  |
| Saint-Paul-lès-Durance     | 987                   | 579                 | 71                     | 12,24 %                  |
| Saint-Pierre-de-Mézoargues | 232                   | 126                 | 14                     | 11,14 %                  |
| Cornillon-Confoux          | 1 348                 | 657                 | 73                     | 11,11 %                  |
| Vauvenargues               | 1 034                 | 502                 | 50                     | 10,06 %                  |

- Source Insee, chiffres au 01/01/2012.

## Économie

### Agriculture
- Chèvre des Alpilles
- Foin de Crau
- Mérinos d'Arles
- Huile d'olive de Provence
- Taureau de Camargue
- Riz de Camargue
- Savon de Marseille

### Tourisme
Le département accueille chaque année près de 8 millions de touristes avec une capacité d'hébergement de 275 000 lits touristiques et 98 431 lits marchands (hôtels, gîtes, campings, etc.) en 2015. Les trois principaux sites touristiques sont Marseille, Aix-en-Provence et Arles.

## Transports

### Réseau routier
Le département des Bouches-du-Rhône est traversé par un réseau routier et autoroutier très dense, notamment sur le triangle Aix-Marseille-Salon, qui souffre d'une importante congestion quotidienne.
| Nom de la voirie                             | Type de voirie               | Longueur | Communes reliées                                                                   |
| -------------------------------------------- | ---------------------------- | -------- | ---------------------------------------------------------------------------------- |
| A7/E15/E80/E714 - Autoroute du Soleil        | Autoroute / Route européenne | 311 km   | Lyon (A6) - Marseille                                                              |
| A8/E74/E80 - La Provençale                   | Autoroute / Route européenne | 225 km   | La Fare-les-Oliviers (A7) - Italie                                                 |
| A50                                          | Autoroute                    | 61 km    | Marseille (A55) - Toulon (A57)                                                     |
| A51/E712 - Autoroute du Val de Durance       | Autoroute / Route européenne | 162 km   | Marseille (A7) - Aix-Sud (A8/N296) / Aix-les Platanes (N296) - La Saulce           |
| A52 - Grand contournement de Marseille       | Autoroute                    | 26 km    | Aubagne (A50) - La Barque (A8)                                                     |
| A54/E80                                      | Autoroute / Route européenne | 48 km    | Nîmes (A9/N572) - Arles (N113) / St Martin de Crau (N113) - Salon-de-Provence (A7) |
| A55 - Autoroute du Littoral                  | Autoroute                    | 39 km    | Marseille (A50) - Martigues (N568)                                                 |
| A56                                          | autoroute en projet          |          | Port-de-Bouc (N568/A55) - Salon-de-Provence (A54)                                  |
| A501 - Contournement nord d'Aubagne          | Autoroute                    | 5 km     | La Penne sur Huveaune (A50) - Aubagne (A52)                                        |
| A502                                         | Autoroute                    | 2 km     | Aubagne-Sud (A50) - C.C les Paluds                                                 |
| A507/L2 - Ceinture périphérique de Marseille | Autoroute                    | 11km     | Marseille les Arnavaux (A7) - Marseille Frais-Vallon - Marseille Florian (A50)     |
| A510 - Contournement d' Aix-en-Provence      | Projet abandonné             | 30 km    | Cadarache (A51) - Saint-Maximin-la-Sainte-Baume (A8)                               |
| A515 - Bretelle de Bouc-Bel-Air              | Autoroute                    | 0,5 km   | Bouc-Bel-Air (A51) - Cabriès (D 6)                                                 |
| A516 - Pénétrante aixoise                    | Autoroute                    | 1 km     | Aix-Sud (A51) - Aix-Centre                                                         |
| A517 - Convergent de Septèmes-les-Vallons    | Autoroute                    | 2 km     | Les Pennes-Mirabeau (A7) - Septèmes-les-Vallons (A51)                              |
| A520 - Autoroute de la Sainte-Baume          | Autoroute                    | 2 km     | Pont de Joux (A52) - Auriol Haut (D 560) vers Col de la Sambuc                     |
| A551 - Échangeur des Pennes-Mirabeau         | Autoroute                    | 2 km     | Marseille (A55) - Vitrolles (A7)                                                   |
| A552 - Échangeur des Pennes-Mirabeau         | Autoroute                    | 2 km     | Le Rove (A55) - Les Pennes-Mirabeau (A7)                                           |
| A557 - Jonction des ports                    | Autoroute unidirectionnelle  | 1,5 km   | A7 › A55 (Marseille-Euroméditerranée)                                              |

Le réseau comprend par ailleurs de nombreuses nationales sur le pourtour de l'étang de Berre et de grandes voies rapides départementales (D 9 entre Aix-en-Provence et Vitrolles via la gare d'Aix-en-Provence TGV, D 6 entre Bouc-Bel-Air (A51) et Fuveau via Gardanne).

### Réseau ferroviaire
Le réseau ferroviaire départemental est exploité par la SNCF pour le compte du Conseil régional de Provence-Alpes-Côte d'Azur. Il est organisé en étoile autour de la gare de Marseille Saint-Charles, qui compte plus de 400 arrêts par jour et des correspondances vers le reste de la France et de l'Europe par TGV.
Près de 400 TER PACA circulent chaque jour dans le département avec 100 trains entre Aix et Marseille, 150 trains entre Marseille et Aubagne (300 en 2014), 30 sur la Côte Bleue et 70 par l'aéroport. 45 gares sont desservies dans le département au service 2015 par TER, 9 par Intervilles, 2 par Intercités, 4 par TGV, 2 par Lyria, 2 par AVE, 2 par Thalys, 2 par Alleo, 1 par EuroCity et 1 par Eurostar.

### Réseau aérien
L'aéroport de Marseille-Provence, basé à Marignane, est desservi par les vols intérieurs et internationaux. Avec un trafic de 8 millions de passagers, c'est le troisième aéroport de province et celui avec la plus grande augmentation de trafic malgré la crise. Depuis 2008, il est accessible en train depuis la gare de Vitrolles aéroport Marseille-Provence. C'est le premier aéroport de France à avoir dédié un terminal pour les vols low cost.
L'aérodrome d'Aix - Les Milles est situé à 5 km du centre d'Aix-en-Provence et est réservé au trafic affaires.
Ces deux aéroports sont gérés par la Chambre de commerce et d'industrie de Marseille-Provence.
Le département est aussi doté de deux bases aériennes, Salon-de-Provence (siège de la Patrouille de France) et Istres - Le Tubé servant de base militaire et de lieu d'atterrissage d'urgence pour les navettes spatiales de la NASA. Le territoire possède un autre aérodrome à Berre-La Fare.

### Transports en commun

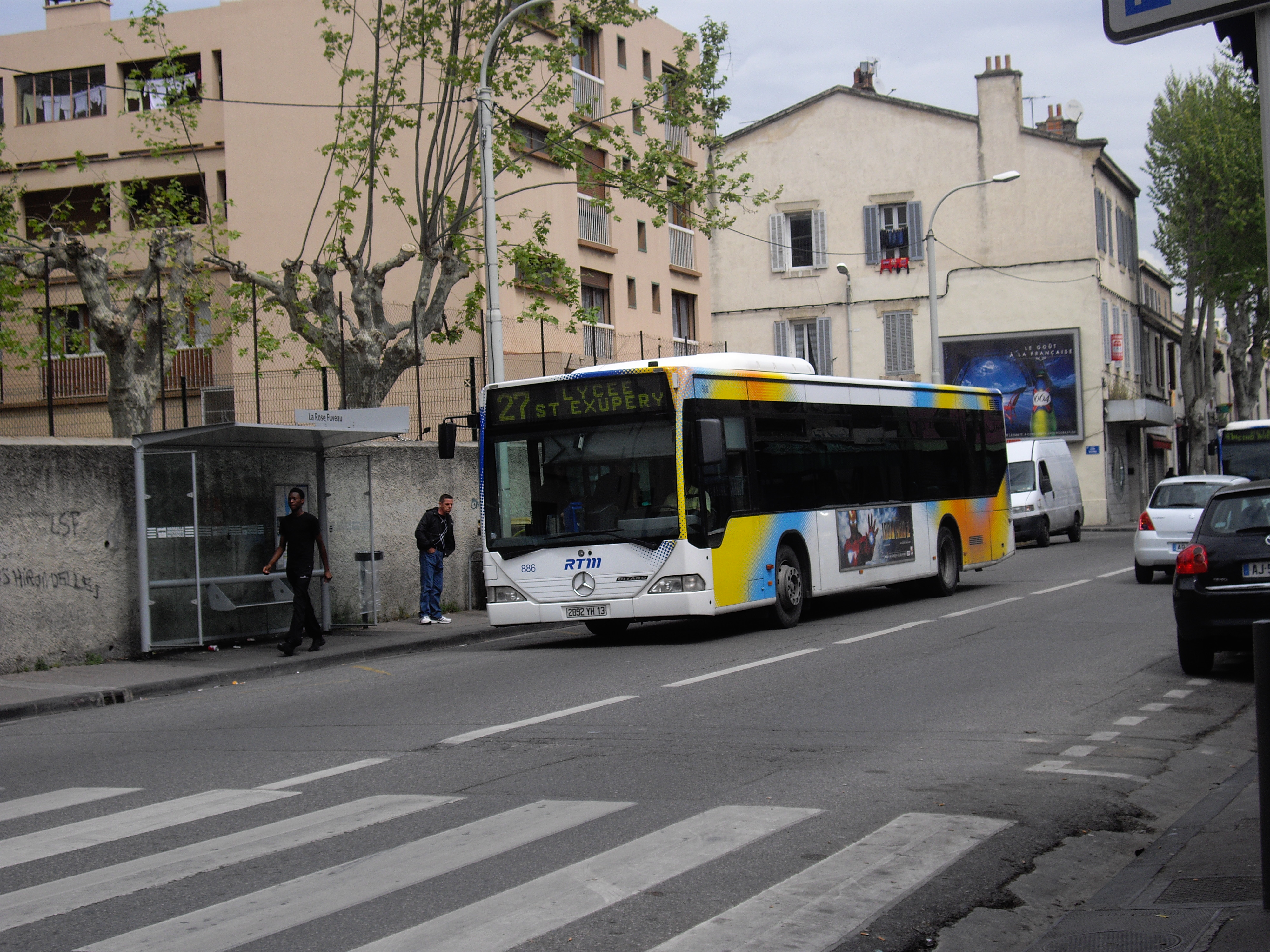
La ligne 27 du réseau de bus de Marseille.

Les bus Cartreize desservent quotidiennement le territoire du département. La plus fréquentée, la ligne 50, relie Aix et Marseille en 30 à 65 minutes suivant la circulation et fonctionne de 5 h à minuit avec une fréquence pouvant augmenter jusqu'à un bus toutes les cinq minutes. Il s'agit de la ligne interurbaine la plus fréquentée de France, elle est équipée du Wi-Fi. Le réseau Cartreize est géré jusqu'en 2017 par le département via la Régie départementale des transports des Bouches-du-Rhône puis les lignes situées dans le périmètre de la Métropole d'Aix-Marseille-Provence reviendront à cette dernière.
Les 6 principales gares routières du réseau sont situées à Marseille-Saint-Charles, Marseille-Castellane, Aix-en-Provence, Aubagne, Salon-de-Provence et à l'aéroport Marseille-Provence.
De nombreux réseaux de transports urbains desservent par ailleurs les villes du département dont les principaux sont :
- la RTM dessert 4 communes (Marseille, Plan de Cuques, Allauch, Septèmes-les-Vallons) avec 2 lignes de métro, 3 lignes de tramway, 3 lignes de bus à haut niveau de service, 3 navettes maritimes et plus de 100 lignes de bus ;
- Aix en Bus dessert Aix en Provence et les communes périphériques avec 30 lignes de bus ;
- les Lignes de l'Agglo desservent la communauté d'agglomération d'Aubagne et de l'Étoile avec 18 lignes de bus et une ligne de tramway. Le réseau est gratuit depuis 2009. Le réseau pénètre sur la commune de Marseille par 3 lignes ;
- Salon Etang Côte Bleue dessert les communes de l'est de l'étang de Berre et de la côte bleue avec plus de 35 lignes ;
- Ulysse dessert les communes de l'Ouest Provence et du pays de Martigues avec 20 lignes de bus ;
- Ciotabus (filiale du groupe RTM) dessert La Ciotat et Ceyreste avec 8 lignes de bus ;
- Libébus dessert l'ensemble des communes de l'Agglopole Provence avec 15 lignes de bus ;
- le réseau Envia dessert les communes du pays d'Arles avec 12 lignes de bus.

## Services de secours
Le département des Bouches-du-Rhône fait figure d'exception en ce qui concerne les pompiers : deux corps existent dans le département :
- le SDIS des Bouches-du-Rhône, qui compte 4 500 personnels civils (sapeurs pompiers professionnels, volontaires et personnels administratifs) intervient dans le département, sauf à Marseille ;
- le bataillon de marins-pompiers de Marseille, unité militaire de 2 400 personnels, est compétent dans la ville de Marseille où il jouit des mêmes prérogatives qu'un SDIS.

## Enseignement supérieur et recherche
Les Bouches-du-Rhône abritent Aix-Marseille Université, la plus grande de France (et la plus grande université francophone au monde) en nombre d'étudiants, classée parmi les 200 premières universités mondiales ; ainsi que plusieurs grandes écoles (École centrale de Marseille, Ecole Nationale Supérieure des Mines de Saint Etienne (Campus Georges Charpak Provence), École Nationale Supérieure d'Architecture de Luminy, Euromed Management, École supérieure d'art d'Aix-en-Provence, ENSAM). Un Institut d'Études politiques est installé à Aix-en-Provence.
Marseille abrite le deuxième centre de recherche de France (CNES). L'AP-HM et l'ARS provoquent chaque année de grandes avancées dans la recherche médicale grâce à des infrastructures performantes.

## Médias et communication
Les principaux journaux sont La Provence et La Marseillaise.
Parmi les radios locales :
- France Bleu Provence[11] (basée à Aix-en-Provence) émet sur tout le département des Bouches-du-Rhône ;
- Maritima[12] (basée à Martigues) émet sur les régions de Marseille, Aix-en-Provence, Martigues, Sausset-les-Pins et de l'étang de Berre ;
- Radio 3DFM[13] (basée à Arles) émet sur Arles ;
- Radio Dialogue[14] (basée à Marseille) émet sur les régions de Marseille, Aix-en-Provence, Aubagne et de l'étang de Berre ;
- Radio Galère[15] (basée à Marseille) émet sur les régions de Marseille et d'Aix-en-Provence ;
- Radio Gazelle[16] (basée à Marseille) émet sur les régions de Marseille et d'Aix-en-Provence ;
- Radio Grenouille[17] (basée à Marseille) émet sur les régions de Marseille et d'Aix-en-Provence ;
- Radio JM[18] (basée à Marseille) émet sur les régions de Marseille et d'Aix-en-Provence ;
- Radio Star[19](basée à Marseille) émet sur les régions de Marseille, Aix-en-Provence, Aubagne et de l'étang de Berre.

On compte parmi les télévisions locales :
- Maritima (la chaîne du pourtour de l'étang de Berre, couplée à une radio du même nom et le magazine Reflets).

La chaîne TV Sud Provence (basée à Marseille), anciennement LCM (La chaîne Marseille), a cessé sa diffusion en mai 2016 en raison de sa liquidation judiciaire. Elle émettait sur les régions de Marseille, d'Aix-en-Provence, d'Aubagne, La Ciotat, Arles et l'étang de Berre.

## Culture
Le patrimoine du département des Bouches-du-Rhône est particulièrement riche et diversifié :
- Patrimoine mondial de l’humanité à Arles : Monuments romains et romans d'Arles
- Monuments historiques protégés au titre de la loi du 31 décembre 1913 sur les monuments historiques, au 31-12-2007 (Sources MCC/DAPA/DEPS) :
  - Monuments historiques classés : 276 (dont plus de la moitié sur la seule ville d'Aix-en-Provence)
  - Monuments historiques inscrits sur l’inventaire supplémentaire : 352
- Les études réalisées par les services régionaux du patrimoine (conservations régionales des monuments historiques, de l’inventaire et de l’archéologie : Thématiques[21],[22]) démontrent que tous les types de patrimoine sont particulièrement bien représentés dans le département des Bouches-du-Rhône :
  - Patrimoine antique : à Arles (arènes, théâtre antique…), Saint-Rémy-de-Provence (site de Glanum)…
  - Patrimoine militaire
  - Secteurs sauvegardés : Aix-en-Provence et Arles
  - Patrimoine XXe siècle labellisé
  - Patrimoine astronomique
- Le patrimoine naturel
  - Sites classés et inscrits : Les Calanques, La Ciotat…
  - Parcs naturels : le Parc national des Calanques, le Parc naturel régional de Camargue, le Parc naturel régional des Alpilles et le Parc naturel régional de la Sainte-Baume ;
  - Réserves naturelles nationales : Camargue, Coussouls de Crau, Marais du Vigueirat, Sainte-Victoire ;
  - Réserves naturelles régionales : L'Ilon, Poitevine-Regarde-Venir, Tour du Valat ;
  - Arbres remarquables du Grand site Sainte-Victoire.

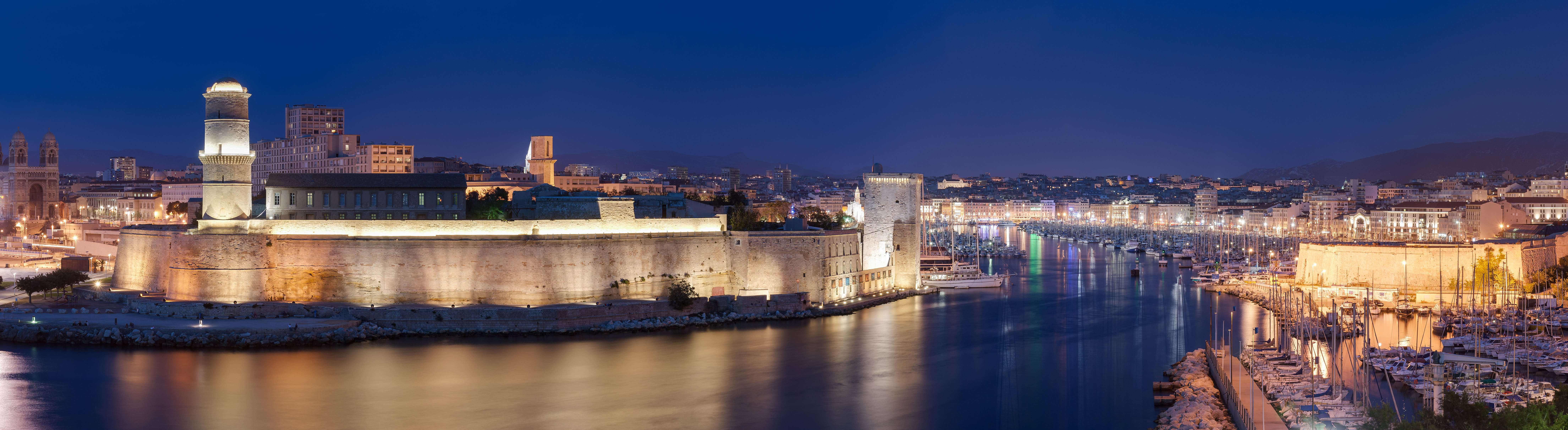
Marseille, principale ville de la région et plus ancienne ville de France.

## Personnalités nées dans ce département

### Personnalités politiques
- Adolphe Thiers, homme politique
- Maurice Rouvier, homme politique

### Journalistes
- Karim Bennani, animateur et journaliste
- Jean-Pierre Foucault, présentateur TV
- Jean-Marc Morandini, animateur TV et journaliste

### Artistes
- Clara Luciani, chanteuse
- Jul, rappeur
- Marina Kaye, chanteuse
- Clara Morgane, chanteuse et ancienne actrice pornographique
- Paul Cézanne, peintre
- Nostradamus, écrivain et apothicaire
- Frédéric Mistral, écrivain
- Jean-Baptiste van Loo, peintre
- Louis Frégier, peintre
- Marcel Pagnol, écrivain et cinéaste
- Fernandel, acteur et chanteur
- Vincent Scotto, chansonnier
- Imany, chanteuse
- Sya Styles, DJ/producteur
- Soprano, rappeur
- Alonzo, rappeur
- Le Rat Luciano, rappeur
- L'Algérino, rappeur
- Akhenaton, rappeur
- Shurik'n, rappeur
- Alex Métayer, comique
- Élie Kakou, comique
- Patrick Bosso, comique
- Youssef Hajdi, acteur
- Chico Bouchikhi, musicien et guitariste
- Patrick Fiori, chanteur
- Léa Castel, chanteuse
- Sonia Lacen, chanteuse
- Serge Scotto, écrivain

À ce jour, quinze académiciens français sont nés dans les Bouches-du-Rhône :
- Joseph Autran (1868)
- Jean-Jacques Barthélemy (1789)
- Henri Bremond (1923)
- Marcel Brion (1964)
- Alfred Capus (1914)
- François-Urbain Domergue (1803)
- Marc Fumaroli (1995)
- Edmond Jaloux (1936)
- Camille Jullian (1924)
- Charles Maurras (1938)
- Émile Ollivier (1870)
- Marcel Pagnol (1946)
- Jean-François Revel (1997)
- Edmond Rostand (1901)
- André Roussin (1911-1987)

### Sportifs
- Zinédine Zidane, footballeur
- André-Pierre Gignac, footballeur
- Djibril Cissé, footballeur
- Samir Nasri, footballeur
- Adel Taarabt, footballeur
- Rod Fanni, footballeur
- Foued Kadir, footballeur
- Nabil Ghilas, footballeur
- Abdoulay Konko, footballeur
- Zinédine Machach, footballeur
- Boubacar Kamara, footballeur
- Larry Azouni, footballeur
- Christophe Pignol
- Gaël Givet, footballeur
- Jérémy Gavanon
- Louisa Necib, footballeuse
- Sakina Karchaoui, footballeuse
- Caroline Pizzala, footballeuse
- Alain Bernard, nageur
- Virginie Dedieu, nageuse
- Sébastien Grosjean, tennisman
- Arnaud Clément, tennisman
- Yves Demaria, triple champion du monde de motocross
- Frédéric Bolley, double champion du monde de motocross
- Lamine Gassama, footballeur
- Romain Alessandrini, footballeur
- Juan Bautista, matador
- Mehdi Savalli, matador
- Nicolas Minassian, pilote automobile

### Divers
- Roxane Mesquida